# Tapete de algas

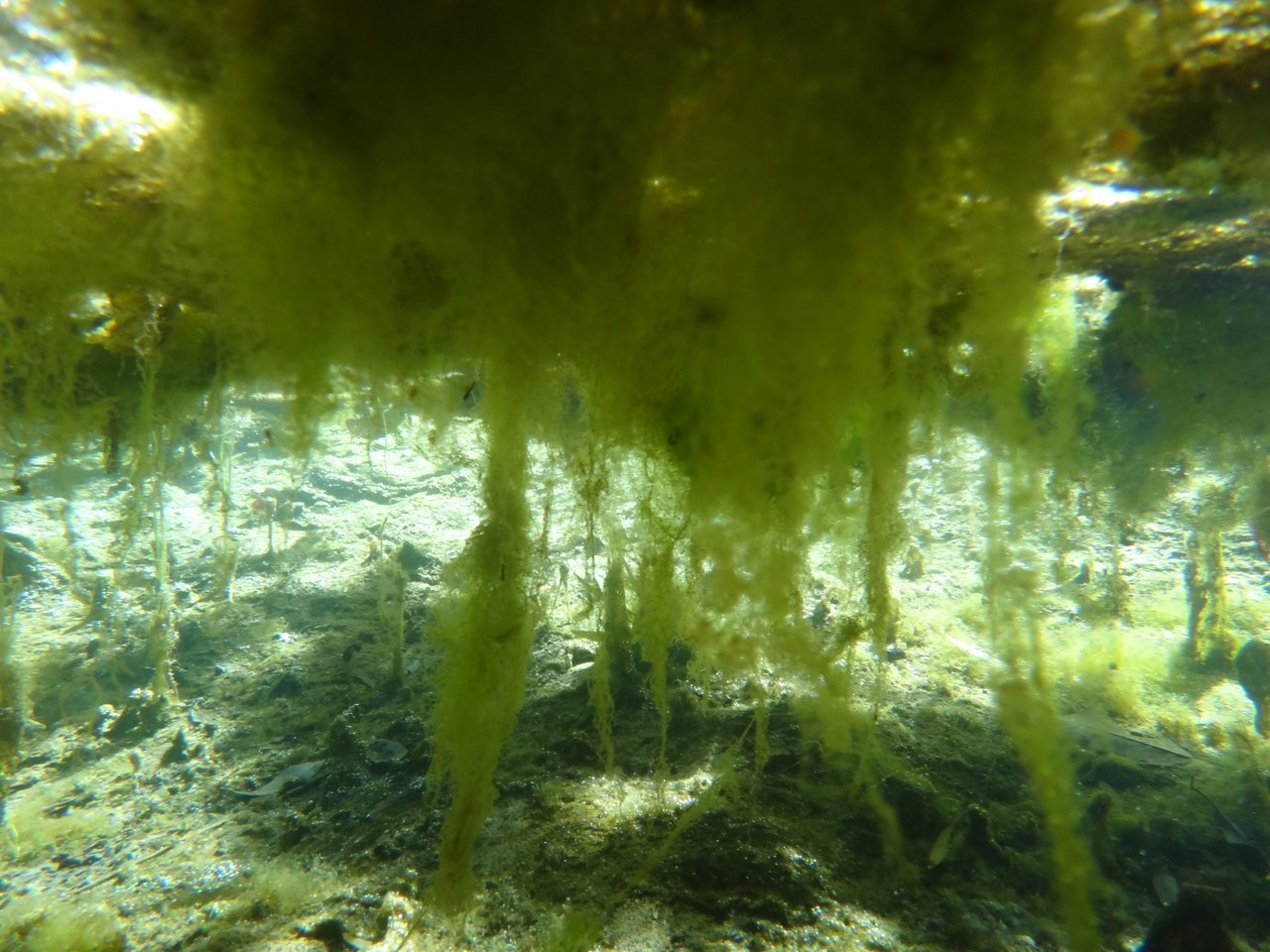
Parte inferior de um "tapete" algas flutuantes.

Um tapete de algas é usualmente uma camada de algas filamentosas sobre fundos relativamente planos marinhos ou de água doce. Pode ser considerado um dos muitos tipos de tapetes microbianos. Algas e cianobactérias são onipresentes, muitas vezes formando-se dentro da coluna de água e depositando-se no fundo. Em ambientes de pouca profundidade, que são muitas vezes dessecados e reaquecidos com a introdução próxima de água e luz solar. 
No registro fóssil, muitos exemplos foram descobertos, incluindo sedimentos com as gretas e até mesmo impressões de pingos de chuva preservadas. Se algum animal entra no processo, mesmo simplesmente um inseto, tem a possibilidade de ser preservado dentro da sequência depositada. Pode ser mais provável, no entanto, encontrar algo com uma carapaça mais facilmente preservada, por exemplo, uma concha de um molusco.